# Liotelphusa
Liotelphusa is een geslacht van kreeftachtigen uit de klasse van de Malacostraca (hogere kreeftachtigen).

## Soorten
- Liotelphusa campestris (Alcock, 1909)
- Liotelphusa gageii (Alcock, 1909)
- Liotelphusa laevis (Wood-Mason, 1871)
- Liotelphusa quadrata (Alcock, 1909)
- Liotelphusa wuermlii (Pretzmann, 1975)